# Alexander Darkow
Alexander Darkow (* 1980 in Berlin-Pankow) ist ein deutscher Theaterschauspieler.

## Leben
Darkow, in Ostberlin geboren, erlangte sein Abitur auf einem humanistischen Gymnasium in Berlin-Wilmersdorf. Anschließend leistete er seinen Zivildienst in einer Methadonambulanz mit integrierter Drogenhilfe in Berlin-Kreuzberg ab.
Danach studierte er von 2002 bis 2006 an der Hochschule für Musik und Theater „Felix Mendelssohn Bartholdy“ Leipzig Schauspiel.
Von 2006 bis 2008 hatte er sein erstes Engagement am Theater Rudolstadt, wo er als „Prinz“ in Emilia Galotti und als „Mercutio“ in Romeo und Julia auftrat.
Sein zweites Engagement war am Theater Heilbronn. Dort spielte er als Mesrin in Marivaux’ Der Streit, als „Paul“ in Feuergesicht von Marius von Mayenburg und als „Schweinl“ in Disco Pigs.
Von 2011 bis 2017 war er im Verband des Theaters Augsburg. Dort wirkte er als „Schreiber Licht“ in Heinrich von Kleists Der zerbrochne Krug, „Spiegelberg“ in Friedrich Schillers Die Räuber, „Damis“ in Molières Tartuffe und in den Stücken Israel, mon amour, Der Zauberer von Oz, Minna von Barnhelm, Ursprung der Welt und Arsen und Spitzenhäubchen.
In der Spielzeit 2017/18 war er freischaffend tätig. Zur Spielzeit 2018/19 wurde er fest ans Mainfranken Theater Würzburg engagiert.

## Rollen (Auswahl)
- 2013: Der Ursprung der Welt (als Gyges), Regie: Ramin Anaraki
- 2013: Der gute Mensch von Sezuan (als Flieger Yang Sun)
- 2013: Der Brandner Kaspar und das ewig’ Leben (als Preuße)
- 2013: Das kalte Herz (als Tanzbodenkönig und Amtmann)
- 2013: Die Katze auf dem heißen Blechdach (als Gooper)
- 2013: Verrücktes Blut (als Hakim)
- 2013: Wir lieben und wissen nichts (als Roman)
- 2015: Die heilige Johanna der Schlachthöfe
- 2015: Playboy (als Stevan Zecevic), Regie: Katrin Plötner
- 2015/16: Die lächerliche Finsternis, Regie: Michael von zur Mühlen
- 2016: Ein Sommernachtstraum, Regie: Christoph Mehler